# ГЕС Буйо
ГЕС Buoy — гідроелектростанція на південному заході Кот-д'Івуару. Знаходячись перед ГЕС Soubre, становить верхній ступінь в каскаді на річці Сасандра (тече у меридіональному напрямку на південь та біля однойменного міста впадає в Гвінейську затоку).
Для роботи станції долину річки перекрили комбінованою земляною та кам'яно-накидною греблею висотою 36 метрів та довжиною 3615 метрів (разом з допоміжними спорудами — 6,4 км). Вона утворила велике водосховище з площею поверхні 895 км2 та об'ємом 8,4 млрд м3. В центральній частині греблі, у природному руслі річки, обладнали п'ять водопропускних шлюзів, тоді як машинний зал розмістили біля підніжжя лівобережної частини, доповнивши відвідним каналом довжиною 3,5 км.
Машинний зал обладнано трьома турбінами типу Каплан потужністю по 55 МВт, які при напорі у 35 метрів можуть виробляти до 900 млн кВт-год електроенергії на рік.